# 慕天颜
慕天顏（1624年—1696年5月15日），字鶴鳴，又字拱極，陝西平涼府靜寧州人，清初政治人物。

## 生平
先世為遼西鮮卑族人，複姓慕容，改姓為慕。十五歲補靜寧州庠生，信仰佛法，至城郊西岩寺山研讀《大藏經》。順治三年（1646年）丙戌科鄉試第四十名舉人，順治十二年（1655年）乙未科三甲進士。吏部觀政，授浙江錢塘縣知縣，升河南開封府同知，未到任丁父憂歸，起為廣西南寧府同知，升福建興化府知府，康熙九年（1670年）升湖廣上荊南道，福建總督劉兆麒挽留，改升福建興泉道，同年擢江蘇布政使，到任時通省庫存只有一萬八千兩，離任時已累積至一百二十九萬七千多兩。然而慕天顏本人貪婪無度，常借機搜刮民財，嘉定縣知縣陸隴其不肯配合，遭慕天顏論劾，康熙十五年（1676年）進江寧巡撫，康熙二十年（1681年）揚州府知府高德貴因虧帑數萬，遭論劾罷官，不久去世，慕天顏追檄高德貴的家屬，京口防禦高勝龍是高德貴的同族，他和參領馬崇駿誣指慕天顏奏銷浮冒錢糧，經徹查後誣告者被治罪，慕天顏遭降職，臨去時上疏言：“夙夜冰兢精白，不意遭誣訐，蒙鑒宥不加嚴譴”，康熙帝說慕天顏未有廉名，卻自稱“冰兢精白”，將其罷職。康熙二十三年（1684年）起為貴州巡撫，康熙二十六年（1687年）遷漕運總督，康熙二十七年（1688年）攻訐河道總督靳輔築堤束水法，造成黃河水患，被革職。康熙三十五年（1696年）四月十五日卒於家，享年七十三歲。

## 家族
曾祖慕容直；祖父慕容三讓，靈寶縣知縣；父慕忠。子慕琛，康熙二十一年（1682年）壬戌科進士。

## 延伸阅读
[在维基数据编辑]
 《清史稿·卷278》，出自趙爾巽《清史稿》